# نکرو (خواننده رپ)
نکرو (انگلیسی: Necro؛ زادهٔ ۷ ژوئن ۱۹۷۶) یک خواننده رپ، نوازنده گیتار، تهیه‌کننده و کارگردان اهل ایالات متحده آمریکا است. وی از سال ۱۹۹۰ میلادی تاکنون مشغول فعالیت بوده‌است.